# Drosedower Wald und Woldeforst
Drosedower Wald und Woldeforst este o arie protejată (arie specială de conservare — SAC, sit de importanță comunitară — SCI) din Germania întinsă pe o suprafață de 1.184 ha, integral pe uscat.

## Localizare
Centrul sitului Drosedower Wald und Woldeforst este situat la coordonatele 53°58′07″N 13°00′49″E / 53.9686°N 13.0136°E.

## Înființare
Situl Drosedower Wald und Woldeforst a fost declarat sit de importanță comunitară în aprilie 1998 pentru a proteja 3 specii de animale. Situl a fost protejat și ca arie specială de conservare în august 2016.

## Biodiversitate
Situată în ecoregiunea continentală, aria protejată conține 6 habitate naturale: Lacuri eutrofice naturale cu vegetație de tip Magnopotamion sau Hydrocharition, Păduri de fag Luzulo-Fagetum, Păduri de fag Asperulo-Fagetum, Păduri de stejar sau de stejar și carpen sub-atlantice și medio-europene de Carpinion betuli, Mlaștini împădurite, Păduri aluvionare cu Alnus glutinosa și Fraxinus excelsior (Alno-Padion, Alnion incanae, Salicion albae).
La baza desemnării sitului se află mai multe specii protejate:
- amfibieni (1): triton cu creastă (Triturus cristatus)
- mamifere (2): liliac cârn (Barbastella barbastellus), vidră de râu (Lutra lutra)